# МКХ-10: Клас XIII. Хвороби кістково-м'язової системи та сполучної тканини

## (M00-M99) Клас XIII. Хвороби кістково-м'язової системи та сполучної тканини

### (M00-M25) Артропатії

#### (M00-M03) Інфекційні артропатії
| (M00)   | Піогенний артрит                                                                                 |
| (M00.0) | Стафілококовий артрит і поліартрит                                                               |
| (M00.1) | Пневмококовий артрит і поліартрит                                                                |
| (M00.2) | Інший стрептококовий артрит і поліартрит                                                         |
| (M00.8) | Артрит і поліартрит, викликаний іншими уточненими бактеріальними агентами                        |
| (M00.9) | Піогенний артрит, неуточнений                                                                    |
| (M01)   | Прямі інфекції суглоба при інфекційних та паразитарних хворобах, класифікованих в інших рубриках |
| (M01.0) | Менінгококовий артрит (А39.8+)                                                                   |
| (M01.0) | Туберкульозний артрит (А18.0+)                                                                   |
| (M01.2) | Артрит при хворобі Лайма (А69.2+)                                                                |
| (M01.3) | Артрит при інших бактеріальних захворюваннях,класифікованих в інших рубриках                     |
| (M01.4) | Артрит, обумовлений краснухою (B06.8+)                                                           |
| (M01.5) | Артрит, обумовлений іншими вірусними хворобами,клсифікованими в інших рубриках                   |
| (M01.6) | Артрит при мікозах (B35-B49+)                                                                    |
| (M01.8) | Артрит при інших інфекційних і паразитарних хворобах, класифікованих в інших рубриках            |
| (M02)   | Реактивні артропатії                                                                             |
| (M02.0) | Артропатія, яка супроводжує шунтування тонкої кишки                                              |
| (M02.1) | Постдизентерійна артропатія                                                                      |
| (M02.2) | Постімунізаційна артропатія                                                                      |
| (M02.3) | Хвороба Рейтера                                                                                  |
| (M02.8) | Інші реактивні артропатії                                                                        |
| (M02.9) | Реактивна артропатія, не уточнена                                                                |
| (M03)   | Постінфекційні та реактивні артропатії при хворобах, класифікованих в інших рубриках             |
| (M03.0) | Постменінгококовий артрит (А39.8+)                                                               |
| (M03.1) | Постінфекційна артропатія при сифілісі                                                           |
| (M03.2) | Інші постінфекційні артропатії при захворюваннях,класифікованих в інших рубриках                 |
| (M03.6) | Реактивна артропатія при інших захворюваннях,класифікованих в інших рубриках                     |

#### (M05-M14) Запальні поліартропатії
| (M05)   | Серопозитивний ревматоїдний артрит                                                     |
| (M05.0) | Синдром Фелті                                                                          |
| (M05.1) | Ревматоїдна хвороба легень (J99.0*)                                                    |
| (M05.2) | Ревматоїдний васкуліт                                                                  |
| (M05.3) | Ревматоїдний артрит з втягуванням інших органів і систем                               |
| (M05.8) | Інший серопозитивний ревматоїдний артрит                                               |
| (M05.9) | Подагрический артрит                                                                   |
| (M06)   | Інший ревмотоїдний артрит                                                              |
| (M06.0) | Серопозитивний ревматоїдний артрит                                                     |
| (M06.1) | Хвороба Стилла у дорослий                                                              |
| (M06.2) | Ревматоїдний бурсит                                                                    |
| (M06.3) | Ревматоїдний вузлик                                                                    |
| (M06.4) | Запальна поліартропатія                                                                |
| (M06.8) | Інший уточнений ревматоїдний артрит                                                    |
| (M06.9) | Ревматоїдний артрит, не уточнений                                                      |
| (M07)   | Псоріатична та ентеропатична артропатії                                                |
| (M07.0) | Дистальна міжфалангова псоріазна артропатія (L40.5+)                                   |
| (M07.1) | Деформуючий артрит (L40.5+)                                                            |
| (M07.2) | Псоріазний спондиліт (L40.5+)                                                          |
| (M07.3) | Інші псоріазні артропатії (L40.5+)                                                     |
| (M07.4) | Артропатія при хворобі Крона (регіональному ентериті) (K50.-+)                         |
| (M07.5) | Артритопатія при виразковому коліті (K51.-+)                                           |
| (M07.6) | Інші ентеропатичні артропатії                                                          |
| (M08)   | Ювенільний артрит                                                                      |
| (M08.0) | Ювенільний ревматоїдний артрит                                                         |
| (M08.1) | Ювенільний анкілозуючий спондиліт                                                      |
| (M08.2) | Ювенільний артрит з системним ураженням                                                |
| (M08.3) | Ювенільний поліартрит (серонегативний)                                                 |
| (M08.4) | Невиражений ювенільний артрит                                                          |
| (M08.8) | Інший ювенільний артрит                                                                |
| (M08.9) | Ювенільний артрит, не уточнений                                                        |
| (M09)   | Ювенільний артрит при хворобах, класифікованих в інших рубриках                        |
| (M09.0) | Ювенільний артрит при псоріазі (L40.5)                                                 |
| (M09.1) | Ювенільний артрит при хворобі Крона (регіональному ентериті) (K50.-+)                  |
| (M09.2) | Ювенільний артрит ри виразковому коліті (K51.-+)                                       |
| (M09.8) | Ювенільний артрит при інших хворобах, класифікований в інших рубриках                  |
| (M10)   | Подагра                                                                                |
| (M10.0) | Ідиопатична подагра                                                                    |
| (M10.1) | Подагра, викликана свинцем                                                             |
| (M10.2) | Подагра, викликана лікарськими препаратами                                             |
| (M10.3) | Подагра, пов'язана з порушенням функції нирок                                          |
| (M10.4) | Інша вторинна подагра                                                                  |
| (M10.9) | Подагра, не уточнена                                                                   |
| (M11)   | Інші кристалічні артропатії                                                            |
| (M11.0) | Хвороба накопичування гідропатитів                                                     |
| (M11.1) | Родинний хондрокальциноз                                                               |
| (M11.2) | Інший хондрокальциноз                                                                  |
| (M11.8) | Інші визначені кристаличні артропатії                                                  |
| (M11.9) | Кристалична артропатія, неуточнена                                                     |
| (M12)   | Інші специфічні артропатії                                                             |
| (M12.0) | Хронічна постревматична артропатія (Жанко)                                             |
| (M12.1) | Хвороба Кашина-Бена                                                                    |
| (M12.2) | Вільозонодулярний (пігментний) синовіт                                                 |
| (M12.3) | Паліндромний ревматизм                                                                 |
| (M12.4) | Інтермітуючий гідрартроз                                                               |
| (M12.5) | Травматична артропатія                                                                 |
| (M12.8) | Інші уточнені артропатії, не класифіковані в інших рубриках                            |
| (M13)   | Інший артрит                                                                           |
| (M13.0) | Поліартрит, неуточнений                                                                |
| (M13.1) | Моноартрит, не класифікований в інших рубриках                                         |
| (M13.8) | Інші уточнені артрити                                                                  |
| (M13.9) | Артрит, неуточнений                                                                    |
| (M14)   | Артропатії при інших хворобах, класифікованих в інших руриках                          |
| (M14.0) | Подагрична артропатія, зв'язана з недостачею ферментів і іншими спадковими порушеннями |
| (M14.1) | Кристалічна артропатія при інших метаболічних порушеннях                               |
| (M14.2) | Діабетична артропатія (Е10-Е14+ з оцінкою загального стану четвертим знаком .6)        |
| (M14.3) | Ліпоїдний дерматоартрит (Е78.8+)                                                       |
| (M14.4) | Артропатія при амілоїдозі (Е85.-+)                                                     |
| (M14.5) | Артропатії при інших ендокринних, аліментарних і метаболійних порушеннях               |
| (M14.6) | Нейропатична артропатія                                                                |
| (M14.8) | Артропатії при інших визначених хворобах, класифікованих в інших рубриках              |

#### (M15-M19) Артрози
| (M15)   | Поліартроз                                                              |
| (M15.0) | Первинний генералізований (остео) артроз                                |
| (M15.1) | Вузли Гебердена (з артропатією)                                         |
| (M15.2) | Вузли Бохарда (з артропатією)                                           |
| (M15.3) | Вторинний множинний артроз                                              |
| (M15.4) | Ерозивний (остео) артроз                                                |
| (M15.8) | Деформуючий остеоартроз                                                 |
| (M15.9) | Поліартроз, не уточнений                                                |
| (M16)   | Коксартроз (артроз тазо-стегнового суглоба)                             |
| (M16.0) | Первинний коксартроз, двосторонній                                      |
| (M16.1) | Інший первинний коксартроз                                              |
| (M16.2) | Коксантроз внаслідок дисплазії, двосторонній                            |
| (M16.3) | Інший диспластичний коксантроз                                          |
| (M16.4) | Посттравматичний коксантроз, двосторонній                               |
| (M16.5) | Інший посттравматичний коксантроз                                       |
| (M16.6) | Інший вторинний коксартроз, двосторонній                                |
| (M16.7) | Інший вторинний коксартроз                                              |
| (M16.9) | Коксартроз, не уточнений                                                |
| (M17)   | Гонартроз (артроз колінного суглоба)                                    |
| (M17.0) | Первинний гонартроз, двосторонній                                       |
| (M17.1) | Інший первинний гонартроз                                               |
| (M17.2) | Посттравматичний гонартроз, двосторонній                                |
| (M17.3) | Інший посттравматичний гонартроз                                        |
| (M17.4) | Інший вторинний гонартроз, двосторонній                                 |
| (M17.5) | Інший вторинний гонартроз                                               |
| (M17.9) | Гонартроз, не уточнений                                                 |
| (M18)   | Артроз першого п'ясно-зап'ясного суглоба                                |
| (M18.0) | Первинний артроз перших п'ястно-зап'ястних суглобів, двосторонній       |
| (M18.1) | Інший первинний артроз першого п'ястно-зап'ястного суглоба              |
| (M18.2) | Посттравматичний артроз перших п'ястно-зап'ястних суглобів, двобічний   |
| (M18.3) | Інший посттравматичний артроз першого п'ястно-зап'ястного суглоба       |
| (M18.4) | Інший вторинний артроз перших п'ястно-зап'ястних суглобів, двосторонній |
| (M18.5) | Інший вторинний артроз першого п'ястно-зап'ястного суглоба              |
| (M18.9) | Артроз першого п'ястно-зап'ястного суглоба, не уточнений                |
| (M19)   | Інші артрози                                                            |
| (M19.0) | Первинний артроз інших суглобів                                         |
| (M19.1) | Посттравматичний артроз інших суглобів                                  |
| (M19.2) | Вторинний артроз інших суглобів                                         |
| (M19.8) | Інший уточнений артроз                                                  |
| (M19.9) | Артроз, не уточнений                                                    |

#### (M20-M25) Інші порушення суглобів
| (M20)   | Набуті деформації пальців рук і ніг                                         |
| (M20.0) | Деформація пальця (ів)                                                      |
| (M20.1) | Вальгусна деформація великого пальця (набута)                               |
| (M20.2) | Ригідність великого пальця                                                  |
| (M20.3) | Інші деформації великого пальця ступні (набуті)                             |
| (M20.4) | Інші молоткоподібні(ий) деформації пальців (ець) ступні (набута деформація) |
| (M20.6) | Набуті деформації пальця (ів) ступні, неуточнені                            |
| (M21)   | Інші набуті деформації кінцівок                                             |
| (M21.0) | Вальгусна деформація, не класифікована в інших рубриках                     |
| (M21.1) | Варусна деформація, не класифікована в інших рубриках                       |
| (M21.2) | Деформація згиначів                                                         |
| (M21.3) | Відвислі зап'ястя або ступня (набуті)                                       |
| (M21.4) | Плоскоступність [pes planus] (набута)                                       |
| (M21.5) | Набута кігтеподібна кисть, косорукість, кігтеподібна ступня і клишаногість  |
| (M21.6) | Інші набуті деформації щиколотки і ступні                                   |
| (M21.7) | Різна довжина кінцівок (набута)                                             |
| (M21.8) | Інші визначені набуті деформації кінцівок                                   |
| (M21.9) | Набута деформація кінцівок, неуточнена                                      |
| (M22)   | Порушення колінної чашечки                                                  |
| (M22.0) | Рецидивуюче первинне зміщення надколінної чашечки                           |
| (M22.1) | Рецидивуючий підвивих надколінної чашечки                                   |
| (M22.2) | Ураження надколінної чашечки і стегна                                       |
| (M22.3) | Інші порушення надколінної чашечки                                          |
| (M22.4) | Хондромаляція надколінної чашечки                                           |
| (M22.8) | Інші ураження надколінної чашечки                                           |
| (M22.9) | Ураження надколінної чашечки, неуточнені                                    |
| (M23)   | Внутрішній розлад в колінному суглобі                                       |
| (M23.0) | Кістозний меніск                                                            |
| (M23.1) | Дискоїдний меніск (вроджений)                                               |
| (M23.2) | Ураження меніска в зв'язку зі старим розривом або пошкодженням              |
| (M23.3) | Інші ураження меніска                                                       |
| (M23.4) | Вільне тіло в коліні «Суглобна миша»                                        |
| (M23.5) | Хронічна нестабільність функції коліна                                      |
| (M23.6) | Інший спонтанний розрив зв'язок коліна                                      |
| (M23.8) | Інші внутрішні ураження коліна                                              |
| (M23.9) | Внутрішнє ураження коліна, неуточнене                                       |
| (M24)   | Інші уточнені розлади суглобів                                              |
| (M24.0) | Вільне тіло в суглобах                                                      |
| (M24.1) | Інші ураження сполучних хрящів                                              |
| (M24.2) | Порушення зв'язок                                                           |
| (M24.3) | Патологічне зміщення і підвивих суглобів, не класифіковані в інших рубриках |
| (M24.4) | Звичне зміщення і підвивих суглоба                                          |
| (M24.5) | Контрактура суглоба                                                         |
| (M24.6) | Анкілоз суглоба                                                             |
| (M24.7) | Випинання верблюжої впадини                                                 |
| (M24.8) | Інші уточнені ураження суглобів, не класифіковані в інших рубриках          |
| (M24.9) | Ураження суглоба, не уточнене                                               |
| (M25)   | Інші порушення суглобів, не класифіковані в інших рубриках                  |
| (M25.0) | Гематроз                                                                    |
| (M25.1) | Свищ суглоба                                                                |
| (M25.2) | Розхлябаний суглоб                                                          |
| (M25.3) | Інша нестабільність функції суглобів                                        |
| (M25.4) | Випіт суглоба                                                               |
| (M25.5) | Біль в суглобі                                                              |
| (M25.6) | Тугоподвижність суглоба, не клсифікована в інших рубриках                   |
| (M25.7) | Остеофіт                                                                    |
| (M25.8) | Інші уточнені ураження суглобів                                             |
| (M25.9) | Ураження суглобів, не уточнені                                              |

### (M30-M36) Системні хвороби сполучної тканини
| (M30)   | Поліартеріїт вузлуватий та пов'язані стани                                              |
| (M30.0) | Вузловатий поліартеріїт                                                                 |
| (M30.1) | Поліартеріїт з залученням легень (Черг-Страусс)                                         |
| (M30.2) | Ювенільний поліартеріїт                                                                 |
| (M30.3) | Синдром слизово-шкірних лімфатичних вузлів (Кавасакі)                                   |
| (M30.8) | Інший стан, пов'язаний з вузловатим поліартеріїтом                                      |
| (M31)   | Інші некротизуючі васкулопатіє                                                          |
| (M31.0) | Ангіїт з гіперчутливістю                                                                |
| (M31.1) | Тромбозна мікроангіопатія                                                               |
| (M31.2) | Злоякісна серединна гранульома                                                          |
| (M31.3) | Гранульоматоз Вегенера                                                                  |
| (M31.4) | Синдром дуги аорти (Такаясу)                                                            |
| (M31.5) | Гігантоклітинний артерііт з ревматичною поліміалгією                                    |
| (M31.6) | Інший гігантоклітинний артеріїт                                                         |
| (M31.8) | Інші уточнені некротизуючі васкулопатії                                                 |
| (M31.9) | Некротизуюча васкулопатія, не уточнена                                                  |
| (M32)   | Системний червоний вовчак                                                               |
| (M32.0) | Системний червоний вовчак, викликаний лікарськими препаратами                           |
| (M32.1) | Системний червоний вовчак зі втягуванням органу або системи                             |
| (M32.8) | Інші форми системного червоного вовчка                                                  |
| (M32.9) | Системний червоний вовчак, не уточнений                                                 |
| (M33)   | Дерматополіміозит                                                                       |
| (M33.0) | Ювенільний дерматоміозит                                                                |
| (M33.1) | Інший дерматоміозит                                                                     |
| (M33.2) | Поліміозит                                                                              |
| (M33.9) | Дерматополіміозит, не уточнений                                                         |
| (M34)   | Системний склероз                                                                       |
| (M34.0) | Прогресуючий системний склероз                                                          |
| (M34.1) | Синдром CR(Е)ST                                                                         |
| (M34.2) | Системний склероз, викликаний лікарськими і хімічними препаратами                       |
| (M34.8) | Інші форми системного склерозу                                                          |
| (M34.9) | Системний склероз, не уточнений                                                         |
| (M35)   | Інше системне ураження сполучноє тканини                                                |
| (M35.0) | Синдром Сікка (Шегрена)                                                                 |
| (M35.1) | Інші супутні синдроми                                                                   |
| (M35.2) | Хвороба Бехсета                                                                         |
| (M35.3) | Ревматична поліміалгія                                                                  |
| (M35.4) | Дифузний (единофільний) фасціїт                                                         |
| (M35.5) | Багатоосередковий фібросклероз                                                          |
| (M35.6) | Рецидивуючий паннікуліт (Вебера Крістіана)                                              |
| (M35.7) | Синдром гіпермобільності                                                                |
| (M35.8) | Інше уточнене системне ураження сполучної тканини                                       |
| (M35.9) | Системне ураження сполучної тканини, неуточнене                                         |
| (M36)   | Системні ураження сполучної тканини при хворобах, класифікованих в інших рубриках       |
| (M36.0) | Дермато(полі)міозит при злоякісних новоутвореннях (С00-D48+)                            |
| (M36.1) | Артропатія при злоякісних новоутвореннях (С00-D48+)                                     |
| (M36.2) | Гемофілійна артропатія (D66-D68+)                                                       |
| (M36.3) | Артропатія при інших захворюваннях крові (D50-D76*)                                     |
| (M36.4) | Артропатія при реакціях гіперчутливості, класифікованих в інших рубриках                |
| (M36.8) | Системні ураження сполучної тканини при інших хворобах, класифікованих в інших рубриках |

### (M40-M54) Дорсопатії

#### (M40-M43) Деформуючі дорсопатії
| (M40)   | Кіфоз і лордоз                                         |
| (M40.0) | Постуральний кифоз                                     |
| (M40.1) | Інший вторинний кифоз                                  |
| (M40.2) | Інший і неуточнений кифоз                              |
| (M40.3) | Синдром плоскої спини                                  |
| (M40.4) | Інший лордоз                                           |
| (M40.5) | Лордоз, неуточнений                                    |
| (M41)   | Сколіоз                                                |
| (M41.0) | Дитячий ідіопатичний сколіоз                           |
| (M41.1) | Ювенільний ідіопатичний сколіоз                        |
| (M41.2) | Інший ідіопатичний сколіоз                             |
| (M41.3) | Торакогенний сколіоз                                   |
| (M41.4) | Нервово-м'язовий сколіоз                               |
| (M41.5) | Інший вторинний сколіоз                                |
| (M41.8) | Інші форми сколіозу                                    |
| (M41.9) | Сколіоз, неуточнений                                   |
| (M42)   | Остеохондроз хребта                                    |
| (M42.0) | Ювенільний остеохондроз хребта                         |
| (M42.1) | Остеохондроз хребта у дорослих                         |
| (M42.9) | Остеохондроз хребта, неуточнений                       |
| (M43)   | Інші деформуючі дорсопатії                             |
| (M43.0) | Спондилолізис                                          |
| (M43.1) | Спондилолістез                                         |
| (M43.2) | Інше зрощення хребта                                   |
| (M43.3) | Рецидивуючий атланто-аксиальний підвивих з міелопатією |
| (M43.4) | Інший рецидивуючий атланто-аксиальний підвивих         |
| (M43.5) | Інший рецидивуючий підвивих хребців                    |
| (M43.6) | Кривошия                                               |
| (M43.8) | Інші уточнені деформуючі дорсопатії                    |
| (M43.9) | Деформуюча дорсопатія, неуточнена                      |

#### (M45-M49) Спонділопатії
| (M45)   | Анкілозуючий спондиліт                                                                            |
| (M46)   | Інші запальні спонделопатії                                                                       |
| (M46.0) | Спінальна ентезопатія                                                                             |
| (M46.1) | Сакроілеїт, не класифікований в інших рубриках                                                    |
| (M46.2) | 0стеомієліт                                                                                       |
| (M46.3) | Інфекція міжхребцевого диску (гнійна)                                                             |
| (M46.4) | Дисцит, неуточнений                                                                               |
| (M46.5) | Інші інфекційні спондилопатії                                                                     |
| (M46.8) | Інші уточнені запальні спондилопатії                                                              |
| (M46.9) | Запальні спондилопатії, неуточнені                                                                |
| (M47)   | Спондильоз                                                                                        |
| (M47.0) | Синдроми компресії передніх спинальних і вертебральних артерій (G99.2*)                           |
| (M47.1) | Інший спондильоз з мієлопатією                                                                    |
| (M47.2) | Інший спондильоз з радикулопатією                                                                 |
| (M47.8) | Інший спондильоз                                                                                  |
| (M47.9) | Спондильоз, не уточнений                                                                          |
| (M48)   | Інші спондилопатії                                                                                |
| (M48.0) | Спинальний стеноз                                                                                 |
| (M48.1) | Анкілозуючий гіперостоз [Форестьє]                                                                |
| (M48.2) | Деформація остюкових відростків хребців внаслідок тиску їх один на одиний при поперечному лордозі |
| (M48.3) | Травматична спондилопатія                                                                         |
| (M48.4) | Перелом хребців від втоми                                                                         |
| (M48.5) | Сплющений хребець, не класифікованих в інших рубриках                                             |
| (M48.8) | Інші уточнені спондилопатії                                                                       |
| (M48.9) | Спондиллопатії, не уточнені                                                                       |
| (M49)   | Спондилопатіє при хворобах, класифікованих в інших рубриках                                       |
| (M49.0) | Туберкульоз хребта (А18.0+)                                                                       |
| (M49.1) | Бруцельозний спондиліт (А23.-+)                                                                   |
| (M49.2) | Ентеробактеріальний спондиліт (А01-А04+)                                                          |
| (M49.3) | Спондилопатії при інших інфекційних і паразитарних захворюваннях, класифікованих в інших рубриках |
| (M49.4) | Нейропатична спондилопатія                                                                        |
| (M49.5) | Сплощений хребець при захворюваннях, класифікованих в інших рубриках                              |
| (M49.8) | Спондилопатія при інших захворюваннях, класифікованих в інших рубриках                            |

#### (M50-M54) Інші дорсопатії
| (M50)   | Порушення шийного диска                                                 |
| (M50.0) | Порушення шийних дисків з мієлопатією (G99.2*)                          |
| (M50.1) | Порушення шийних дисків з радикулопатією                                |
| (M50.2) | Інші зміщення шийних дисків                                             |
| (M50.3) | Інша дегенерація шийних дисків                                          |
| (M50.8) | Інші порушення шийних дисків                                            |
| (M50.9) | Порушення шийних дисків, не уточнене                                    |
| (M51)   | Інші міжхребтові дискові порушення                                      |
| (M51.0) | Ураження поперекових і інших міжхребетних дисків з мієлопатією (G99.2*) |
| (M51.1) | Ураження поперекових і інших міжхребетних дисків з радикулопатією       |
| (M51.2) | Інші уточнені зміщнення міжхребетних дисків                             |
| (M51.3) | Інша уточнена дегенерація міжхребетних дисків                           |
| (M51.4) | Вузли Шморля                                                            |
| (M51.8) | Інші уточнені ураження міжхребетних дисків                              |
| (M51.9) | Ураження міжхребетних дисків, не уточнені                               |
| (M53)   | Інші дорсопатії, не класифіковані в інших рубриках                      |
| (M53.0) | Цервікокраніальний синдром                                              |
| (M53.1) | Цервікокраніальний синдром                                              |
| (M53.2) | Нестабільність хребта                                                   |
| (M53.3) | Крижово-куприкове порушення, не класифіковане в інших рубриках          |
| (M53.8) | Інші уточнені дорсопатії                                                |
| (M53.9) | Дорсопатія, неуточнена                                                  |
| (M54)   | Дорсалгія                                                               |
| (M54.0) | Панікуліт, уражаючий ділянку шиї і спини                                |
| (M54.1) | Радикулопатія                                                           |
| (M54.2) | Цервікалгія                                                             |
| (M54.3) | Ішиалгія                                                                |
| (M54.4) | Люмбаго з ішиалгією                                                     |
| (M54.5) | Біль в нижній ділянці спини                                             |
| (M54.6) | Біль в грудному відділі хребта                                          |
| (M54.8) | Інша дорсалгія                                                          |
| (M54.9) | Дорсалгія, неуточнена                                                   |

### (M60-M79) Хвороби м’яких тканин

#### (M60-M63) Ураження м'язів
| (M60)   | Міозит                                                                                   |
| (M60.0) | Інфекційний міозит                                                                       |
| (M60.1) | Інтерстиціальний міозит                                                                  |
| (M60.2) | Гранульома м'яких тканин, викликана слабкістю тканини, не класифікована в інших рубриках |
| (M60.8) | Інший міозит                                                                             |
| (M60.9) | Міозит, не уточнений                                                                     |
| (M61)   | Кальцифікація та окостеніння м'яза                                                       |
| (M61.0) | Травматичний осифікований міозит                                                         |
| (M61.1) | Прогресуючий осифікований міозит                                                         |
| (M61.2) | Паралітична кальсифікація і осифікація м'язів                                            |
| (M61.3) | Кальцифікація та осифікація м'язів, пов'язана з опіками                                  |
| (M61.4) | Інша кальцифікація м'язів                                                                |
| (M61.5) | Інша осифікація м'язів                                                                   |
| (M61.9) | Кальцифікація та осифікація м'язів, не уточнений                                         |
| (M62)   | Інші ураження м'яза                                                                      |
| (M62.0) | Діастаз м'язів                                                                           |
| (M62.1) | Інший розрив сухожилля (не травматичний) (M66.-)                                         |
| (M62.2) | Ішемічний інфаркт м'язів                                                                 |
| (M62.3) | Синдром нерухомості (параплегічної)                                                      |
| (M62.4) | Контрактура м'язу                                                                        |
| (M62.5) | Виснаження і атрофія м'язу, не клсасифіковані в інших рубриках                           |
| (M62.6) | Розтягування м'язу                                                                       |
| (M62.8) | Інші уточнені ураження м'язів                                                            |
| (M62.9) | Ураження м'язу, неуточнені                                                               |
| (M63)   | Ураження м'яза при хворобах, класифікованих в інших рубриках                             |
| (M63.0) | Міозит при бактеріальних хворобах, класифікованих в інших рубриках                       |
| (M63.1) | Міозит при протозойній і паразитарній інфекціях, класифікованих в інших рубриках         |
| (M63.2) | Міозит при інших інфекційних хворобах, класифікованих в інших рубриках                   |
| (M63.3) | Міозит при саркоїдозі (D86.8+)                                                           |
| (M63.8) | Інші ураження м'язів при хворобах, класифікованих в інших рубриках                       |

#### (M65-M68) Ураження синовіальної оболонки та сухожилля
| (M65)   | Синовіт і тендосиновіт                                                                        |
| (M65.0) | Абсцес ложа сухожилля                                                                         |
| (M65.1) | Інший інфекційний (тено)синовіт                                                               |
| (M65.2) | Кальціфікуючий тендиніт                                                                       |
| (M65.3) | Тригерний палець                                                                              |
| (M65.4) | Радіальний стилоїдний теносиновіт [де Крервейна]                                              |
| (M65.8) | Інший синовіт і теносиновіт                                                                   |
| (M65.9) | Синовіт та теносиновіт, неуточнені                                                            |
| (M66)   | Спонтанний розрив синовіальної оболонки та сухожилля                                          |
| (M66.0) | Розрив підколінної кисти                                                                      |
| (M66.1) | Розрив синовіальної оболонки                                                                  |
| (M66.2) | Спонтанний розрив розгинаючих сухожиль                                                        |
| (M66.3) | Спонтанний розрив згинаючих сухожиль                                                          |
| (M66.4) | Спонтанний розрив інших сухожиль                                                              |
| (M66.5) | Спонтанний розрив неуточненого сухожилля                                                      |
| (M67)   | Інші ураження синовіальної оболонки та сухожилля                                              |
| (M67.0) | Коротке Ахілове сухожилля (набуте)                                                            |
| (M67.1) | Інша контрактура сухожилля (оболонки)                                                         |
| (M67.2) | Синовіальна гіпертрофія, не класифікована в інших рубриках                                    |
| (M67.3) | Транзиторний синовіт                                                                          |
| (M67.4) | Ганглій                                                                                       |
| (M67.8) | Інші розлади синовіальної оболонки та сухожилля                                               |
| (M67.9) | Розлади синовіальної оболонки та сухожилля, неуточнені                                        |
| (M68)   | Ураження синовіальної оболонки та сухожилля при хворобах, класифікованих в інших рубриках     |
| (M68.0) | Синовіт та теносиновіт при бактеріальних хворобах, класифікованих в інших рубриках            |
| (M68.8) | Інші розлади синовіальної оболонки та сухожилля при хворобах, класифікованих в інших рубриках |

#### (M70-M79) Інші ураження м'яких тканин
| (M70)   | Ураження м'яких тканин, пов'язані з навантаженням, перенавантаженням та тиском            |
| (M70.0) | Хронічний крепитаційний синовіт плеча і зап'ястя                                          |
| (M70.1) | Бурсит плеча                                                                              |
| (M70.2) | Бурсит ліктевого суглоба                                                                  |
| (M70.3) | Інший бурсит ліктя                                                                        |
| (M70.4) | Препателарний бурсит                                                                      |
| (M70.5) | Інший бурсит коліна                                                                       |
| (M70.6) | Бурсит вертлюга стегнової кістки                                                          |
| (M70.7) | Інший бурсит стегна                                                                       |
| (M70.8) | Інші ураження м'яких тканин, пов'язані з навантаженням, перенавантаженням і тиском        |
| (M70.9) | Ураження м'яких тканин, пов'язані з навантаженням, перенавантаженням і тиском, неуточнені |
| (M71)   | Інші бурсопатії                                                                           |
| (M71.0) | Абцес сумки                                                                               |
| (M71.1) | Інший інфекційний бурсит                                                                  |
| (M71.2) | Синовіальна киста підколінної ділянки (Бейкера)                                           |
| (M71.3) | Інші кисти сумки                                                                          |
| (M71.4) | Відкладення кальцію в сумці                                                               |
| (M71.5) | Інший бурсит, не класифікований в інших рубриках                                          |
| (M71.8) | Інші уточнені бурсопатії                                                                  |
| (M71.9) | Бурсопатія, неуточнена                                                                    |
| (M72)   | Фібробластичні порушення                                                                  |
| (M72.0) | Долонний фасціальний фіброматоз [Дюпюітрена]                                              |
| (M72.1) | Природжена вузловатість пальців кисті                                                     |
| (M72.2) | Підошовий фасцшальний фіброматоз                                                          |
| (M72.3) | Вузловий фасціїт                                                                          |
| (M72.4) | Псевдосаркоматозний фіброматоз                                                            |
| (M72.5) | Фасціїт, не класифікований в інших рубриках                                               |
| (M72.8) | Інші фібробластні ураження                                                                |
| (M72.9) | Фібробластні ураження, неуточнені                                                         |
| (M73)   | Ураження м'яких тканин при хворобах, класифікованих в інших рубриках                      |
| (M73.0) | Гонококовий бурсит (А54.4+)                                                               |
| (M73.1) | Сифілитичний бурсит (А52.7+)                                                              |
| (M73.8) | Інші ураження м'яких такнит при хворобах, класифікованих в інших рубриках                 |
| (M75)   | Ураження плеча                                                                            |
| (M75.0) | Адгезивний капсулит плеча                                                                 |
| (M75.1) | Синдром манжетки м'яза-ротатора                                                           |
| (M75.2) | Тендиніт двоголового м'язу                                                                |
| (M75.3) | Кальцинований тендит плеча                                                                |
| (M75.4) | Ударний синдром плеча                                                                     |
| (M75.5) | Бурсит плеча                                                                              |
| (M75.8) | Інші ураження плеча                                                                       |
| (M75.9) | Ураження плеча, неуточнена                                                                |
| (M76)   | Ентезопатія нижньої кінцівки, за винятком ступні                                          |
| (M76.0) | Сідничний тендиніт                                                                        |
| (M76.1) | Psoas тендиніт                                                                            |
| (M76.2) | Шпора гребня клубової кістки                                                              |
| (M76.3) | Ілеотибіальний фасціальний синдром                                                        |
| (M76.4) | Тібіальний коллатеральний бурсит [Пелегріні-Стейда]                                       |
| (M76.5) | Підколінний тендиніт                                                                      |
| (M76.6) | Тендиніт ахілового сухожилля                                                              |
| (M76.7) | Малогомілковий тендиніт                                                                   |
| (M76.8) | Інші ентеозопатії нижньої кінцівки, вилуччаючи ступню                                     |
| (M76.9) | Ентезопатії нижньої кінцівки, неуточнена                                                  |
| (M77)   | Інші ентезопатії                                                                          |
| (M77.0) | Медіальний епікондиліт                                                                    |
| (M77.1) | Латеральний епікондиліт                                                                   |
| (M77.2) | Периартрит зап'ястя                                                                       |
| (M77.3) | П'яткова острога                                                                          |
| (M77.4) | Метатарзалгія                                                                             |
| (M77.5) | Інша ентезопатія ступні                                                                   |
| (M77.8) | Інші ентезопатії, не класифіковані в інших рубриках                                       |
| (M77.9) | Ентезопатія, неуточнена                                                                   |
| (M79)   | Інші ураження м'якої тканини, не класифіковані в інших рубриках                           |
| (M79.0) | Ревматизм, неуточнений                                                                    |
| (M79.1) | Міалгія                                                                                   |
| (M79.2) | Невралгія і невріт, неуточнений                                                           |
| (M79.3) | Панікулит, неуточнений                                                                    |
| (M79.4) | Гіпертрофія надколінникового (інфрапателярного) жирового тіла                             |
| (M79.5) | Залишковий сторонній предмет в м'яких тканинах                                            |
| (M79.6) | Біль в кінцівках                                                                          |
| (M79.8) | Інші уточнені ураження м'яких тканин                                                      |
| (M79.9) | Ураження м'яких тканин, неуточнені                                                        |

#### (M80-M85) Порушення цілості та структури кістки
| (M80)   | Остеопороз із патологічним переломом                                       |
| (M80.0) | 0стеопороз з патологічним переломом в постменопаузі                        |
| (M80.0) | 0стеопороз з патологічним                                                  |
| (M80.1) | 0стеопороз з патологічним переломом після оваріектомії                     |
| (M80.2) | 0стеопороз при порушенні харчування з патологічним переломом               |
| (M80.3) | 0стеопороз з патологічним переломом внаслідок постопераційної малабсорбції |
| (M80.4) | Викликаний лікарськими препаратами остеопороз з патологічним переломом     |
| (M80.5) | Ідиопатичний остеопороз з патологічним переломом                           |
| (M80.8) | Інший остеопороз з патологічним переломом                                  |
| (M80.9) | Неуточнений остеопороз з патологічним переломом                            |
| (M81)   | Остеопороз із без патологічного переломому                                 |
| (M81.0) | 0стеопороз в постменопаузі                                                 |
| (M81.1) | 0стеопороз після овариектомії                                              |
| (M81.2) | 0стеопороз при порушенні харчування                                        |
| (M81.3) | 0стеопороз внаслідок постопераційної малабсороції                          |
| (M81.4) | 0стеопороз, викликаний лікарськими перапатами                              |
| (M81.5) | Ідиопатичний остеопороз                                                    |
| (M81.6) | Локалізований остеопороз [Леквесна]                                        |
| (M81.8) | Інший остеопороз                                                           |
| (M81.9) | 0стеопороз, неуточнений                                                    |
| (M82)   | Остеопороз при хворобах, класифікованих в інших рубриках                   |
| (M82.0) | 0стеопороз при множинному мієломатозі (С90.0+)                             |
| (M82.1) | 0стеопороз при ендокринних захворюваннях (Е00-Е34+)                        |
| (M82.8) | 0стеопороз при інших захворюваннях, класифікованих в інших рубриках        |
| (M83)   | Остеомаляція у дорослих                                                    |
| (M83.0) | 0стеомаляція післяпологового періоду                                       |
| (M83.1) | Сенільна остеомаляція                                                      |
| (M83.2) | 0стеомаляція у дорослих, зв'язана з малабсорбцією                          |
| (M83.3) | 0стеомаляція у дорослих внаслідок неправільного харчування                 |
| (M83.4) | Алюмінієва хвороба кісток                                                  |
| (M83.5) | Інша остеомаляція у дорослих, викликана лікарськими препаратами            |
| (M83.8) | Інша остеомаляція у дорослих                                               |
| (M83.9) | 0стеомаляція у дорослих, неуточнена                                        |
| (M84)   | Порушення цілістності кістки                                               |
| (M84.0) | Неправильне зрощення перелому                                              |
| (M84.1) | Незрощення перелому (псевдоартроз)                                         |
| (M84.2) | Тривалє зрощення перелому                                                  |
| (M84.3) | Перелом внаслідок тиску, не класифікований в інших рубриках                |
| (M84.4) | Патологічний перелом, не класифікований в інших рубриках                   |
| (M84.8) | Інші порушення цілісності кістки                                           |
| (M84.9) | Порушення цілісності кістки, неуточнене                                    |
| (M85)   | Інші порушення кісткової щільності та структури                            |
| (M85.0) | Фіброзна дисплазія (моноостозна)                                           |
| (M85.1) | Скелетний флюороз                                                          |
| (M85.2) | Гіперостоз черепа                                                          |
| (M85.3) | 0стеїт склерозуючий                                                        |
| (M85.4) | 0динична киста кістки                                                      |
| (M85.5) | Киста кістки з аневризмою                                                  |
| (M85.6) | Інша киста кісток                                                          |
| (M85.8) | Інші уточнені порушення щільності і структури кістки                       |

#### (M86-M90) Інші остеопатії
| (M86)   | Остеомієліт                                              |
| (M86.0) | Гострий гематогенний остеомієліт                         |
| (M86.1) | Інший гострий остеомієліт                                |
| (M86.2) | Підгострий остеомієліт                                   |
| (M86.3) | Хронічний множинний остеомієліт                          |
| (M86.4) | Хронічний остеомієліт з дренованим синусом               |
| (M86.5) | Інший хронічний гематогенний остеомієліт                 |
| (M86.6) | Інший хронічний остеомієліт                              |
| (M86.8) | Інший хронічний остеомієлітАбсцес Броді                  |
| (M86.9) | 0стеомієліт, неуточнений                                 |
| (M87)   | Остеонекроз                                              |
| (M87.0) | Ідіопатичний асептичний некроз кістки                    |
| (M87.1) | 0стеонекроз, спричинений препаратами                     |
| (M87.2) | 0стеонекроз, спричинений попередньою травмою             |
| (M87.3) | Інший вторинний остеонекроз                              |
| (M87.8) | Інший остеонекроз                                        |
| (M87.9) | 0стеонекроз, неуточнений                                 |
| (M88)   | Хвороба кісток Педжета (деформуючий остит)               |
| (M88.0) | Хвороба Педжета черепа                                   |
| (M88.8) | Хвороба Педжета інших кісток                             |
| (M88.9) | Хвороба Педжета кісток, неуточнена                       |
| (M89)   | Інші порушення кісток                                    |
| (M89.0) | Альгонейродистрофія                                      |
| (M89.1) | Передчасне зрощення епіфіза з діафізом                   |
| (M89.2) | Інші порушення розвитку і росту кістки                   |
| (M89.3) | Гіпертрофія кісток                                       |
| (M89.4) | Інша гіпертрофічна остеоартропатія                       |
| (M89.5) | 0стеоліз                                                 |
| (M89.6) | 0стеопатія після поліомієліту                            |
| (M89.8) | Інші уточнені ураження кісток                            |
| (M89.9) | Ураження кісток, неуточнене                              |
| (M90)   | Остеопатії при хворобах, класифікованих в інших рубриках |
| (M90.0) | Туберкульоз кісток (А18.0+)                              |

#### (M91-M94) Хондропатії
| (M91)   | Ювенільний остеохондроз стегна і тазу                        |
| (M91.0) | Ювенільний остеохондроз тазу                                 |
| (M91.1) | Ювенільний остеохондроз голівки стегна [Легг-Кальве-Пертеса] |
| (M91.2) | Деформуюча остеохондропатія безіменної кісткі тазу           |
| (M91.3) | Псевдококсалгія                                              |
| (M91.8) | Інший ювенільний остеохондроз стегна і тазу                  |
| (M91.9) | Ювенільний остеохондроз стегна і тазу, неуточнений           |
| (M92)   | Інший ювенільний остеохондроз                                |
| (M92.0) | Ювенільний остеохондроз плечево кістки                       |
| (M92.1) | Ювенільний остеохондроз променевої і ліктевої кісток         |
| (M92.2) | Ювенільний остеохондроз руки                                 |
| (M92.3) | Інший ювенільний остеохондроз верхньої кінцівки              |
| (M92.4) | Ювенільний остеохондроз надколінника                         |
| (M92.5) | Ювенільний остеохондроз великої та малої гомілкових кісток   |
| (M92.6) | Ювенільний остеохондроз передплесна                          |
| (M92.7) | Ювенільний остеохондроз плесна                               |
| (M92.8) | Інший уточнений ювенільний остеохондроз                      |
| (M92.9) | Ювенільний остеохондроз, неуточнений                         |
| (M93)   | Інші остеохондропатії                                        |
| (M93.0) | Зміщення верхнього епіфіза стегнової кістки (нетравматичне)  |
| (M93.1) | Хвороба Кінбека у дорослих                                   |
| (M93.2) | 0стеохондрит розсікаючий (або розшаровуючий)                 |
| (M93.8) | Інша уточнена остеохондропатія                               |
| (M93.9) | 0стеохондропатія, неуточнена                                 |
| (M94)   | Інші порушення хряща                                         |
| (M94.0) | Синдром Тітце (ребровий хондрит)                             |
| (M94.1) | Рецидивуючий поліхондрит                                     |
| (M94.2) | Хондромаляція                                                |
| (M94.3) | Хондроліз                                                    |
| (M94.8) | Інші уточнені ураження хряща                                 |
| (M94.9) | Порушення хряща, неуточнене                                  |

### (M95-M99) Інші порушення кістково-м'язової системи та сполученої тканини
| (M95)   | Інші набуті деформації кістково-м'язової системи сполучної тканини                               |
| (M95.0) | Набута деформація носа                                                                           |
| (M95.1) | «Кольорова капуста» вуха                                                                         |
| (M95.2) | Інша набута деформація голови                                                                    |
| (M95.3) | Набута деформація шиї                                                                            |
| (M95.4) | Набута деформація грудної клітки і ребер                                                         |
| (M95.5) | Набута деформація тазу                                                                           |
| (M95.8) | Інші уточнені набуті деформації кістково-м'язової системи                                        |
| (M95.9) | Набута деформація кістково-м'язової системи, неуточнена                                          |
| (M96)   | Постпроцедурні порушення кістково-м'язовоє системи, не класифіковані в інших рубриках            |
| (M96.0) | Псевдоартроз після зрощення або артродеза                                                        |
| (M96.1) | Постламінектомічний синдром, не класифікований в інших рубриках                                  |
| (M96.2) | Пострадіаційний кифоз                                                                            |
| (M96.3) | Постламінектомійний синдром                                                                      |
| (M96.4) | Постопераційний лордоз                                                                           |
| (M96.5) | Пострадіаційний сколіоз                                                                          |
| (M96.6) | Перелом кістки після закріплення ортопедичного імплантата, протеза суглоба чи кісткової плативкі |
| (M96.8) | Інші постпроцедурні кістково-м'язові порушення                                                   |
| (M96.9) | Постпроцедурне кістково-м'язове порушення, неуточнене                                            |
| (M99)   | Біомеханічні ушкодження, не класифіковані в інших рубриках                                       |
| (M99.0) | Сегментна і соматична дисфункція                                                                 |
| (M99.1) | Складний підвивих (хребців)                                                                      |
| (M99.2) | Стеноз нервового каналу при підвивиху                                                            |
| (M99.3) | Кістковий стеноз нервового каналу                                                                |
| (M99.4) | Стеноз сполучної тканини нервового каналу                                                        |
| (M99.5) | Стеноз міжхребетних дисків нервового каналу                                                      |
| (M99.6) | Кістковий стеноз міжхребетного отвору та при підвивиху                                           |
| (M99.7) | Стеноз сполучної тканини і диска міжхребетного отвору                                            |
| (M99.8) | Інші біохімічні ушкодження                                                                       |
| (M99.9) | Біохімічні ушкодження, неуточнені                                                                |

## Виноски
1. ↑  International Statistical Classification of Diseases and Related Health Problems 10th Revision. Version:2015 (англ.). World Health Organization. Процитовано 15 листопада 2015. (англ.)
2. ↑  Клініко-статистична класифікація хвороб, розроблена на базі МКХ-10 (проект) (укр.). Міністерство охорони здоров'я України. Процитовано 15 листопада 2015. (укр.)